# Hiệp hội phê bình phim New York
Hiệp hội phê bình phim New York (NYFCC) (tên gốc tiếng Anh: New York Film Critics Circle) được thành lập vào năm 1935, gồm các nhà phê bình phim của các nhật báo, tuần báo và tạp chí định kỳ. Vào tháng 12 hàng năm, Hội tổ chức một cuộc bỏ phiếu để bầu chọn phim hay nhất trong các phim được phát hành trong năm trước.
Giải thưởng của Hiệp hội phê bình phim New York (tiếng Anh: New York Film Critics Circle Awards, viết tắt là NYFCC) là một giải thưởng được phát hàng năm cho các phim tốt nhất trên khắp thế giới do "Hội phê bình phim New York" bầu chọn. Giải này được coi là một trong các giải quan trọng nhất tiên phong cho Giải Oscar.
Các giải thưởng gồm có:
- Giải của Hội phê bình phim New York cho nam diễn viên xuất sắc nhất
- Giải của Hội phê bình phim New York cho nữ diễn viên xuất sắc nhất
- Giải của Hội phê bình phim New York cho phim hoạt hình hay nhất
- Giải của Hội phê bình phim New York cho quay phim xuất sắc nhất
- Giải của Hội phê bình phim New York cho đạo diễn xuất sắc nhất
- Giải của Hội phê bình phim New York cho phim tài liệu hay nhất
- Giải của Hội phê bình phim New York cho phim hay nhất
- Giải của Hội phê binh phim New York cho phim đầu tay hay nhất
- Giải của Hội phê bình phim New York cho phim ngoại ngữ hay nhất
- Giải của Hội phê bình phim New York cho phim không hư cấu hay nhất
- Giải của Hội phê bình phim New York cho kịch bản hay nhất
- Giải của Hội phê bình phim New York cho nam diễn viên phụ xuất sắc nhất
- Giải của Hội phê bình phim New York cho nữ diễn viên phụ xuất sắc nhất

Hội phê bình phim New York cũng dành một giải đặc biệt cho các cá nhân hoặc tổ chức có đóng góp quan trọng, đáng kể cho ngành điện ảnh nói chung.

## Các phim đoạt giải
- 1935 - The Informer
- 1936 - Mr. Deeds Goes to Town
- 1937 - The Life of Emile Zola
- 1938 - The Citadel
- 1939 - Wuthering Heights
- 1940 - The Grapes of Wrath
- 1941 - Citizen Kane
- 1942 - In Which We Serve
- 1943 - Watch on the Rhine
- 1944 - Going My Way
- 1945 - The Lost Weekend
- 1946 - The Best Years of Our Lives
- 1947 - Gentleman's Agreement
- 1948 - The Treasure of the Sierra Madre
- 1949 - All the King's Men
- 1950 - All About Eve
- 1951 - A Streetcar Named Desire
- 1952 - High Noon
- 1953 - From Here to Eternity
- 1954 - On the Waterfront
- 1955 - Marty
- 1956 - Around the World in Eighty Days
- 1957 - The Bridge on the River Kwai
- 1958 - The Defiant Ones
- 1959 - Ben-Hur
- 1960 - Sons and Lovers & The Apartment
- 1961 - West Side Story
- 1962 - Không trao giải (báo chí New York đình công)
- 1963 - Tom Jones
- 1964 - My Fair Lady
- 1965 - Darling
- 1966 - A Man for All Seasons
- 1967 - In the Heat of the Night
- 1968 - The Lion in Winter
- 1969 - Z
- 1970 - Five Easy Pieces
- 1971 - A Clockwork Orange
- 1972 - Cries and Whispers
- 1973 - Day for Night
- 1974 - Amarcord
- 1975 - Nashville
- 1976 - All the President's Men
- 1977 - Annie Hall
- 1978 - The Deer Hunter
- 1979 - Kramer vs. Kramer
- 1980 - Ordinary People
- 1981 - Reds
- 1982 - Gandhi
- 1983 - Terms of Endearment
- 1984 - A Passage to India
- 1985 - Prizzi's Honor
- 1986 - Hannah and Her Sisters
- 1987 - Broadcast News
- 1988 - The Accidental Tourist
- 1989 – My Left Foot
- 1990 – Goodfellas
- 1991 – The Silence of the Lambs
- 1992 – The Player
- 1993 – Schindler's List
- 1994 – Quiz Show
- 1995 – Leaving Las Vegas
- 1996 – Fargo
- 1997 – L.A. Confidential
- 1998 – Saving Private Ryan
- 1999 – Topsy-Turvy
- 2000 – Traffic
- 2001 – Mulholland Drive
- 2002 – Far From Heaven
- 2003 – The Lord of the Rings: The Return of the King
- 2004 – Sideways
- 2005 – Brokeback Mountain
- 2006 – United 93
- 2007 – No Country for Old Men
- 2008 – Milk[1]

## Lễ phát giải thưởng
- 1935: 2.3.1936 (lần đầu)
- 1936: 24.1.1937 (lần thứ nhì)
- 1937: 9.1.1938 (lần thứ ba)
- 1938: 8.1.1939 (lần thứ tư)
- 1939: 7.1.1940 (lần thú năm)
- 1940: 5.1.1941 (lần thứ sáu)
- 1941: 10.1.1942 (lần thứ bảy)
- 1942: 3.1.1943 (lần thứ tám)
- 1943: không rõ ngày tháng (lần thứ chín)
- 1944: không rõ ngày tháng (lần thứ 10)
- 1945: 20.1.1946 (lần thứ 11)
- 1946: 9.1.1947 (lần thứ 12)
- 1947: 19.1.1948 (lần thứ 13)
- 1948: 21.1.1949 (lần thứ 14)
- 1949: 5.2.1950 (lần thứ 15)
- 1950: 28.1.1951 (lần thứ 16)
- 1951: 20.1.1952 (lần thứ 17)
- 1952: 17.1.1953 (lần thứ 18)
- 1953: 23.1.1954 (lần thứ 19)
- 1954: không rõ ngày tháng (lần thứ 20)
- 1955: 21.1.1956 (lần thứ 21)
- 1956: 19.1.1957 (lần thứ 22)
- 1957: không rõ ngày tháng (lần thứ 23)
- 1958: 24.1.1959 (lần thứ 24)
- 1959: 23.1.1960 (lần thứ 25)
- 1960: 23.1.1961 (lần thứ 26)
- 1961: 20.1.1962 (lần thứ 27)
- 1962: không phát giải thưởng
- 1963: 18.1.1964 (lần thứ 29)
- 1964: 23.1.1965 (lần thứ 30)
- 1965: 29.1.1966 (lần thứ 31)
- 1966: 29.1.1967 (lần thứ 32)
- 1967: 28.1.1968 (lần thứ 33)
- 1968: 26.1.1969 (lần thứ 34)
- 1969: 25.1.1970 (lần thứ 35)
- 1970: 18.1.1971 (lần thứ 36)
- 1971: 23.1.1972 (lần thứ 37)
- 1972: 28.1.1973 (lần thứ 38)
- 1973: 27.1.1974 (lần thứ 39)
- 1974: 26.1.1975 (lần thứ 40)
- 1975: 25.1.1976 (lần thứ 41)
- 1976: 30.1.1977 (lần thứ 42)
- 1977: 29.1.1978 (lần thứ 43)
- 1978: 28.1.1979 (lần thứ 44)
- 1979: 1.2.1980 (lần thứ 45)
- 1980: 25.1.1981 (lần thứ 46)
- 1981: 31.1.1982 (lần thứ 47)
- 1982: 30.1.1983 (lần thứ 48)
- 1983: 29.1.1984 (lần thứ 49)
- 1984: 27.1.1985 (lần thứ 50)
- 1985: 26.1.1986 (lần thứ 51)
- 1986: 25.1.1987 (lần thứ 52)
- 1987: 24.1.1988 (lần thứ 53)
- 1988: 15.1.1989 (lần thứ 54)
- 1989: 14.1.1990 (lần thứ 55)
- 1990: 13.1.1991 (lần thứ 56)
- 1991: 12.1.1992 (lần thứ 57)
- 1992: 17.1.1993 (lần thứ 58)
- 1993: 16.1.1994 (lần thứ 59)
- 1994: 22.1.1995 (lần thứ 60)
- 1995: 7.1.1996 (lần thứ 61)
- 1996: 5.1.1997 (lần thứ 62)
- 1997: 4.1.1998 (lần thứ 63)
- 1998: 10.1.1999 (lần thứ 64)
- 1999: 9.1.2000 (lần thứ 65)
- 2000: 14.1.2001 (lần thứ 66)
- 2001: 6.2.2002 (lần thứ 67)
- 2002: không rõ ngày tháng (lần thứ 68)
- 2003: không rõ ngày tháng (lần thứ 69)
- 2004: 9.1.2005 (lần thứ 70)
- 2005: 8.1.2006 (lần thứ 71)
- 2006: 7.1.2007 (lần thứ 72)